# St. Laurentius (Sailershausen)

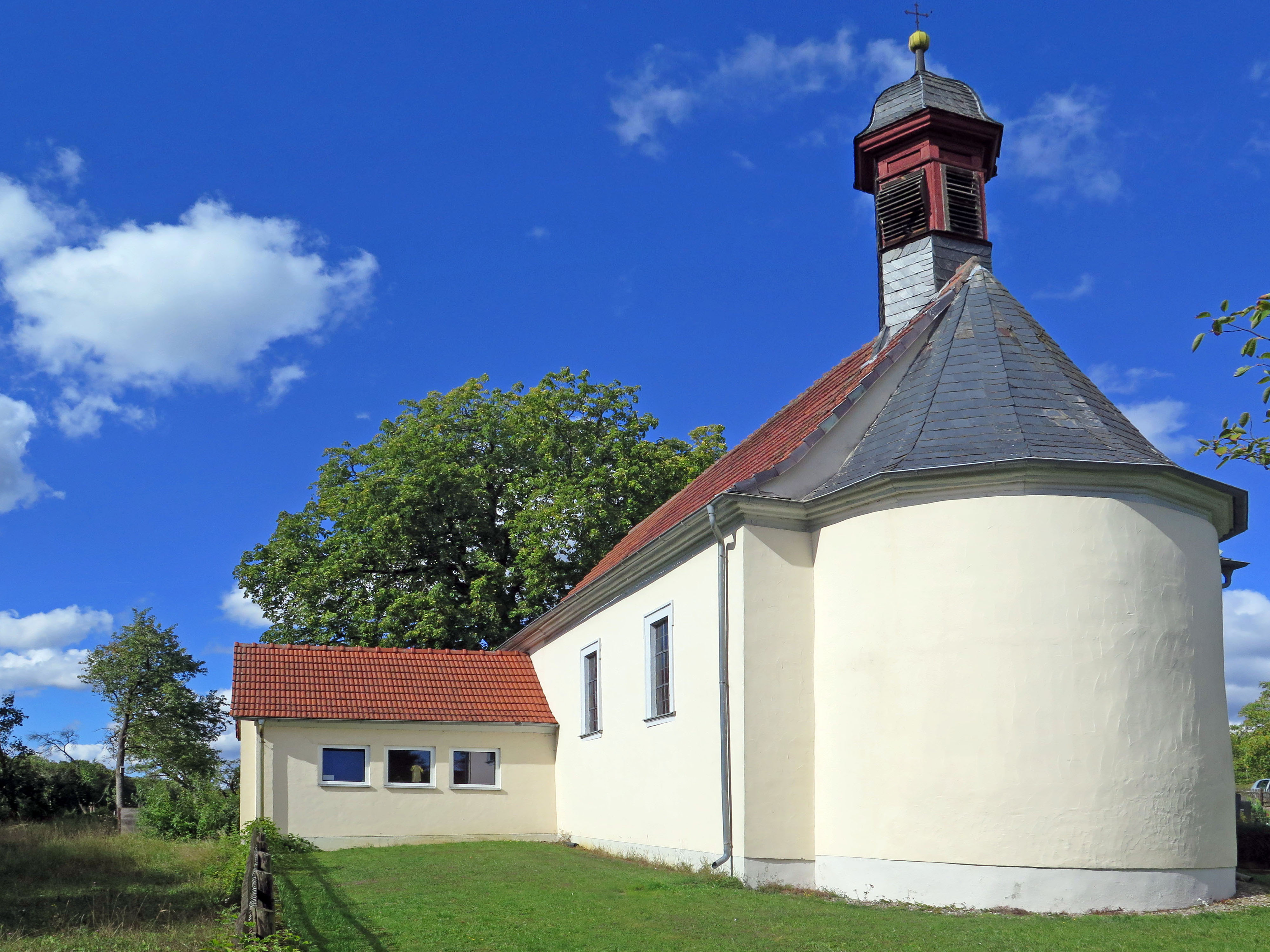
St. Laurentius (Sailershausen)

Die römisch-katholische Filialkirche St. Laurentius befindet sich in Sailershausen, einem Gemeindeteil der Kreisstadt Haßfurt im unterfränkischen Landkreis Haßberge in Bayern. Das denkmalgeschützte Bauwerk entstand Ende des 16. Jahrhunderts. Die Kirche gehört zur Pfarrei St. Kilian (Haßfurt) in der Pfarreiengemeinschaft St. Kilian und Weggefährten (Pfarrweisach) im Dekanat Haßberge des Bistums Würzburg.
Kirchenpatron ist Laurentius von Rom.

## Beschreibung
Die Saalkirche wurde um 1600 anstelle des Vorgängers, eine Holzkirche, neu erbaut. Sie hat einen eingezogenen, halbrund geschlossenen Chor im Osten. Aus dem Satteldach des Langhauses erhebt sich im Osten ein achteckiger Dachreiter, der mit einer Glockenhaube bedeckt ist. Das Dach des Chors und der Dachreiter haben eine Schieferdeckung. 1881 wurde die Sakristei nach Süden an das Langhaus angebaut. 1925 wurde eine neue Orgel von Eduard Hofmann aufgestellt. 1968 folgte eine Erweiterung. 1981 wurden die von Anton Rückel geschaffenen Kreuzwegstationen aufgehängt.